# Jason Gregory Boone
Jason Gregory Boone (* 8. Oktober 1985 in Sugar Loaf, New York) ist ein ehemaliger US-amerikanischer Basketballspieler. Er bestritt 277 Spiele in der Basketball-Bundesliga in Deutschland und stand bei Mannschaften in weiteren europäischen Ligen unter Vertrag. 2010 gewann er mit der BG Göttingen den Europapokalwettbewerb EuroChallenge.

## Karriere
Die Karriere von Jason Boone begann an der Warwick Valley High School im US-Bundesstaat New York. 2003 wechselte er an die New York University in die dritte Division der NCAA. In seinen vier Jahren bei NYU brach er den Rekord der Hochschule in geblockten Würfen und war zum Zeitpunkt seines Weggangs siebtbester Punktesammler in der Geschichte der NYU-Basketballmannschaft.
Nach dem Ende seiner Uni-Laufbahn holte ihn Trainer Torsten Schierenbeck 2007 zum SSV Lokomotive Bernau in die deutsche Regionalliga. Mit guten Leistungen (in 17 Regionalliga-Spielen im Durchschnitt 17,1 Punkte je Begegnung) machte er einen Verein aus der Basketball-Bundesliga auf sich aufmerksam: Über Ben Jacobson kam der Kontakt zur BG 74 Göttingen zustande, die im Frühjahr 2008 einen Innenspieler suchte. Göttingens Trainer John Patrick bot Boone nach einem Probetraining einen Vertrag an, den dieser annahm und von Lok Bernau die Freigabe erhielt. So wechselte Boone innerhalb seiner ersten Saison als Profi von der Regionalliga in die Bundesliga. Trotz des großen Sprunges in die Basketball-Bundesliga zur BG 74 Göttingen schaffte er es, sich dank seiner kraftvollen Spielweise durchzusetzen. Zudem wurde er ein Liebling der Göttinger Anhängerschaft. In der Bundesligasaison 2008/09 erzielte er noch 4,38 Punkte und 4,0 Rebounds pro Spiel, während er in der Saison 2009/10 durchschnittlich beachtliche 9,6 Punkte und 6,6 Rebounds ablieferte. Mit der BG Göttingen gewann er 2010 die EuroChallenge und damit den erst dritten Titelgewinn einer deutschen Mannschaft in einem offiziellen europäischen Vereinswettbewerb. 
2011 wechselte er zum Aufsteiger S.Oliver Baskets nach Würzburg, wie zuvor sein Coach John Patrick und sein Mitspieler John Little. Für Würzburg lief Boone bis Sommer 2014 auf. Nach dem sportlichen Abstieg verließ Boone Deutschland und schloss sich dem türkischen Erstligisten Konya Selcuk an. Im März 2015 wechselte er zum französischen Erstligisten Boulogne-sur-Mer, wo er bis zum Ende der Spielzeit 2014/15 agierte. Zur Saison 2015/16 kehrte er in die Bundesliga zurück und spielte dort wie bereits in Göttingen und Würzburg unter Coach John Patrick für die MHP Riesen Ludwigsburg.
Zum 15. Februar 2017 nutzte Boone eine Ausstiegsklausel, um seinen Vertrag in Ludwigsburg vorzeitig zu beenden, und zum polnischen Erstligisten TBV Start Lublin zu wechseln.
Im Juli 2017 wurde er vom rumänischen Erstligaverein Steaua Bukarest verpflichtet. Während der Saison 2017/18 kam er in 20 Spielen der ersten rumänischen Liga zum Einsatz und erzielte im Durchschnitt 7,7 Punkte sowie 4,8 Rebounds je Begegnung. Im August 2018 gewann Boone als Mitglied einer Auswahl deutscher und US-amerikanischer Spieler unter Leitung von Trainer Ralph Junge ein mit 200.000 Dollar dotiertes internationales Einladungsturnier im chinesischen Schanghai.
Zur Saison 2018/19 wechselte Boone innerhalb der rumänischen Liga zu SCM U Craiova. 2019 trat er als Berufsbasketballspieler zurück, zog nach Los Angeles und wurde beruflich im Bereich Vermarktung tätig. Später ließ er sich in Nashville nieder, trat eine Stelle beim Betreiber eines Netzwerks für unternehmerische Beziehungen an und engagierte sich im Bereich psychische Gesunderhaltung und Wohlbefinden.

## Familie
2012 folgte ihm sein jüngerer Bruder Malcolm nach Studienende am Keystone College in Pennsylvania, dessen Hochschulmannschaft Giants in der Division III der NCAA spielt, nach Würzburg und spielte für die Regionalliga-Mannschaft des Hauptvereins TG Würzburg. Später wechselte Malcolm Boone zum ASC Göttingen in die Regionalliga Nord.